# 哥斯达黎加同性婚姻
哥斯大黎加同性婚姻於2020年5月26日合法。相關議題討論於1971年將同性之間性行為除罪化開始。
在2013年7月，哥斯大黎加國會在審查有關青年社會服務與婚姻法令的「青年法」時，因保守派議員未察，意外通過了包括可以讓同性婚姻合法化的條文。這項意外通過的法案，在排除允許同性婚姻的條文並完成修正版後，由當時的總統劳拉·钦奇利亚正式簽署生效。所以當時哥斯大黎加實際上並未將同性婚姻合法化。
從2013年起，以同性伴侶為家長的家庭開始享有一些如異性戀家庭的福利及經濟權的保障。
2020年5月26日同性婚姻合法化。

## 2018年美洲人權法院同性婚姻法律諮詢裁決
2018年1月9日，位於該國首都聖荷西的美洲人權法院回應了哥國政府於2016年5月向其提出的法律諮詢，做出具有法律約束力的同性婚姻合法裁決。該裁決指示《美洲人權公約》簽約國的各個政府應承認並平等保障同性伴侶的結婚權及衍生自家庭關係等一切權利。哥斯大黎加副總統安娜·恰孔歡迎該裁決並表示將完全遵循該裁決內容立法，哥國政府也隨即承諾將於數個月內完成同性婚姻法制化。

## 哥斯大黎加最高法院裁決同性婚姻禁令違憲
2018年8月8日，哥斯大黎加最高法院裁決同性婚姻禁令違憲，並於同年11月26日將其完整的裁決書公布在其司法公報。
根據哥斯大黎加最高法院的規定，完整的裁決書公布在其司法公報之日起18個月內必須完成法制化，否則同性婚姻將於2020年5月26日自動生效。

## 最高法院釋憲後同婚合法化的過程
由於哥斯大黎加的保守及宗教勢力龐大，即使其最高法院裁決同性婚姻禁令違憲，同婚的立法一直毫無進展。在最高法院裁定必須合法化的最後期限屆臨之前，二十多位朝野各黨國會議員試圖提起動議，並以該國當務之急是處理COVID-19為由，要求國會再給予18個月的期限討論同婚的立法，然而此動議並未受到國會議員過半數的支持而遭退回。哥斯大黎加同性婚姻最終於2020年5月26日自動生效。
由於同性婚姻伴侶與異性戀婚姻伴侶擁有相同的權利與義務，有關共同收養小孩的規定也比照現行異性戀婚姻伴侶,即採取收養能力的評估積分制度。待收養的子女姓氏問題等小細節定案後，同婚伴侶即可向官方正式提出對共同收養小孩的評估。